# Kerplunk (album)
Kerplunk (stilizat ca Kerplunk!) este al doilea album de studio al trupei americane de rock Green Day, lansat pe 17 decembrie 1991 de Lookout! Record.  Kerplunk a fost ultima lansare independentă a lui Green Day la casa de discuri Lookout Records și a fost, de asemenea, primul album care a prezentat Tré Cool la tobe.  Kerplunk include oficial doar 12 piese, dar versiunile lansate pe CD și casetă includ și cele 4 piese din EP-ul Sweet Children. Una dintre acele piese este un cover al piesei „My Generation” de la The Who. Chitaristul și cântărețul de la Green Day, Billie Joe Armstrong a declarat într-un interviu din 2021 al revistei Vulture că Kerplunk este albumul său preferat, citându-l ca fiind „un fel de autobiografie”.